# Torino Calcetto 1998-1999
Questa pagina raccoglie i dati riguardanti il Torino Calcetto, squadra di calcio a 5 militante in serie A, nelle competizioni ufficiali del 1998-1999.

## Organico

### Prima squadra
| N° | Naz.               | Ruolo      | Sportivo           | Anno     |  |  |
| -- | ------------------ | ---------- | ------------------ | -------- |  |  |
|    | Italia (bandiera)  | POR        | Francesco Fradella | 24.07.67 |  |  |
|    | Italia (bandiera)  | UNI        | Filippo Sciortino  | --.--.-- |  |  |
|    | Italia (bandiera)  | UNI        | Giovanni Tunno     | 10.08.63 |  |  |
|    | Italia (bandiera)  | UNI        | Giuseppe Visconti  | 05.04.70 |  |  |
|    | Italia (bandiera)  | UNI        | Giuseppe Vassallo  | 08.03.69 |  |  |
|    | Italia (bandiera)  | UNI        | Massimo Quattrini  | 26.09.68 |  |  |
|    | Spagna (bandiera)  | DIF        | Javier Lorente     | 21.04.70 |  |  |
|    | Italia (bandiera)  | UNI        | Vito Cucco         | 09.02.62 |  |  |
|    | Brasile (bandiera) | PIV        | Tadeu Veronesi     | 17.01.73 |  |  |
|    | Brasile (bandiera) | UNI        | Daverson Franzoi   | 03.04.75 |  |  |
|    | Italia (bandiera)  | UNI        | Andrea Rubei       | 20.12.66 |  |  |
|    | Spagna (bandiera)  | Allenatore | Jesús Velasco      | 02.01.67 |  |  |

### Under-21
| N° | Naz.              | Ruolo | Sportivo           | Anno     |  |  |
| -- | ----------------- | ----- | ------------------ | -------- |  |  |
|    | Italia (bandiera) | UNI   | Fabio Bettoni      | --.--.79 |  |  |
|    | Italia (bandiera) | DIF   | Alessandro Cirillo | --.--.79 |  |  |
|    | Italia (bandiera) | LAT   | Piero Durante      | --.--.81 |  |  |
|    | Italia (bandiera) | POR   | Davide Gandolfi    | --.--.80 |  |  |
|    | Italia (bandiera) | PIV   | Daniele Grananta   | 19.12.77 |  |  |
|    | Italia (bandiera) | PIV   | William Negro      | --.--.78 |  |  |
|    | Italia (bandiera) | UNI   | Luigi Puglia       | 05.08.78 |  |  |
|    | Italia (bandiera) | LAT   | Stefano Ruggeri    | --.--.77 |  |  |
|    | Italia (bandiera) | UNI   | Michele Zucco      | 02.12.77 |  |  |